# Bang Bang Boom Boom
Bang Bang Boom Boom – szósty album studyjny amerykańskiej piosenkarki Beth Hart. Wydawnictwo ukazało się 8 października 2012 roku nakładem wytwórni muzycznej Provogue Records. Album został wyprodukowany przez Kevina Shirleya, znanego m.in. ze współpracy z zespołem Iron Maiden. Materiał był promowany teledyskiem do utworu tytułowego.

## Lista utworów
Opracowano na podstawie materiału źródłowego.
| Nr  | Tytuł utworu                     | Autorzy             | Długość |
| --- | -------------------------------- | ------------------- | ------- |
| 1.  | „Baddest Blues”                  | Beth Hart           | 4:48    |
| 2.  | „Bang Bang Boom Boom”            | Hart, Rune Westberg | 3:35    |
| 3.  | „Better Man”                     | Hart, Monty Byrom   | 3:48    |
| 4.  | „Caught Out in the Rain”         | Hart, James House   | 7:13    |
| 5.  | „Swing My Thing Back Around”     | Hart                | 3:37    |
| 6.  | „With You Every Day”             | Hart, Juan Winans   | 3:04    |
| 7.  | „Thru the Window of My Mind”     | Hart, Westberg      | 4:22    |
| 8.  | „Spirit of God”                  | Hart                | 4:52    |
| 9.  | „There in Your Heart”            | Hart                | 4:31    |
| 10. | „The Ugliest House on the Block” | Hart                | 5:12    |
| 11. | „Everything Must Change”         | Hart                | 3:48    |
|     |                                  |                     | 48:50   |

## Listy sprzedaży
| Lista                | Kraj              | Pozycja |
| -------------------- | ----------------- | ------- |
| Ö3 Austria Top 40    | Austria           | 50      |
| Ultratop             | Belgia (Flandria) | 100     |
| Ultratop             | Belgia (Walonia)  | 66      |
| Tracklisten          | Dania             | 6       |
| MegaCharts           | Holandia          | 8       |
| SNEP                 | Francja           | 59      |
| Media Control Charts | Niemcy            | 39      |
| VG-lista             | Norwegia          | 24      |
| Schweizer Hitparade  | Szwajcaria        | 34      |
| Sverigetopplistan    | Szwecja           | 40      |
| UK Albums Chart      | Wielka Brytania   | 52      |